# Стела «Город воинской славы» (Таганрог)
Стела «Город воинской славы» — мемориал в ознаменование присвоения Таганрогу почётного звания Российской Федерации «Город воинской славы».

## История

### Инициаторы
Первым, кто поднял вопрос присвоения Таганрогу звания «Город воинской славы», был полковник в отставке Л. П. Загуменный, который обратился напрямую к Президенту РФ, но получил ответ из Администрации президента России о том, что им не соблюден установленный федеральным законом порядок обращения, и ему было рекомендовано обратиться с соответствующими заявлениями в органы местного самоуправления.
В марте 2008 года инициативная группа таганрожцев обратилась в администрацию города и Таганрогскую городскую Думу с предложением о присвоении городу Таганрогу почётного звания Российской Федерации «Город воинской славы». Впервые публично мысль о том, что Таганрог не менее других городов России достоин высокого звания «Город воинской славы», была высказана 30 августа 2008 года ветеранами на митинге в честь освобождения города у Мемориала Славы на Самбекских высотах. Общественную инициативу поддержали городские и областные органы власти, и в Администрацию президента России снова было направлено соответствующее обращение.

### Издание Указа Президента РФ и вручение грамоты

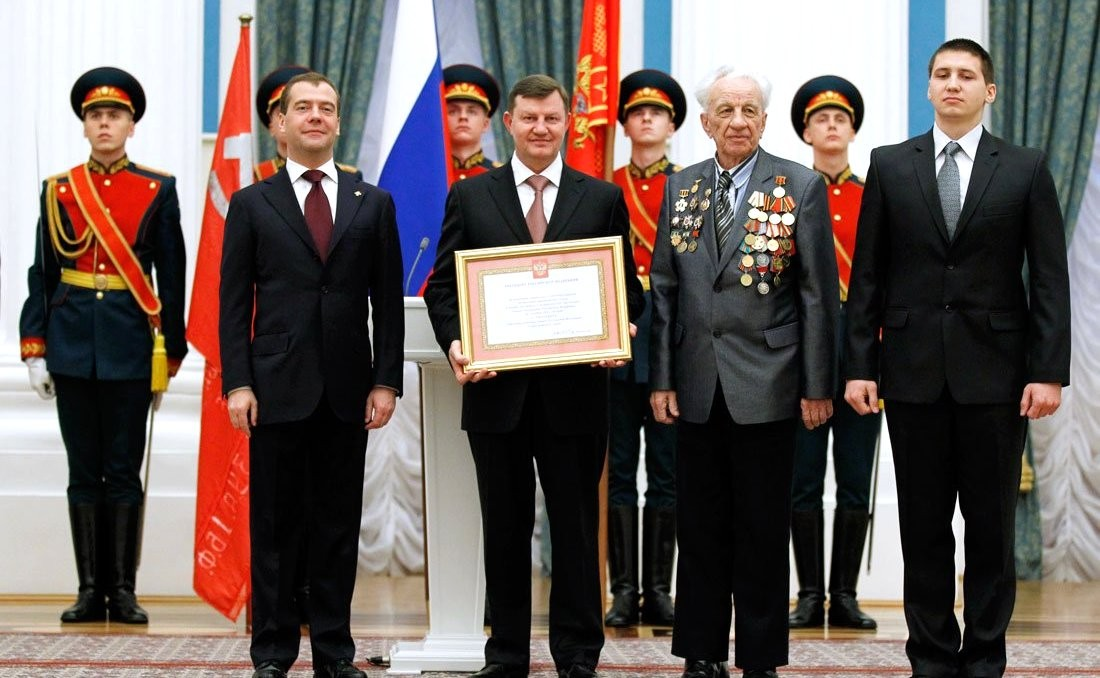
Д. Медведев, Н. Федянин, В. Борунов, А. Лашин.
Москва, Кремль, 23 февраля 2012 года.

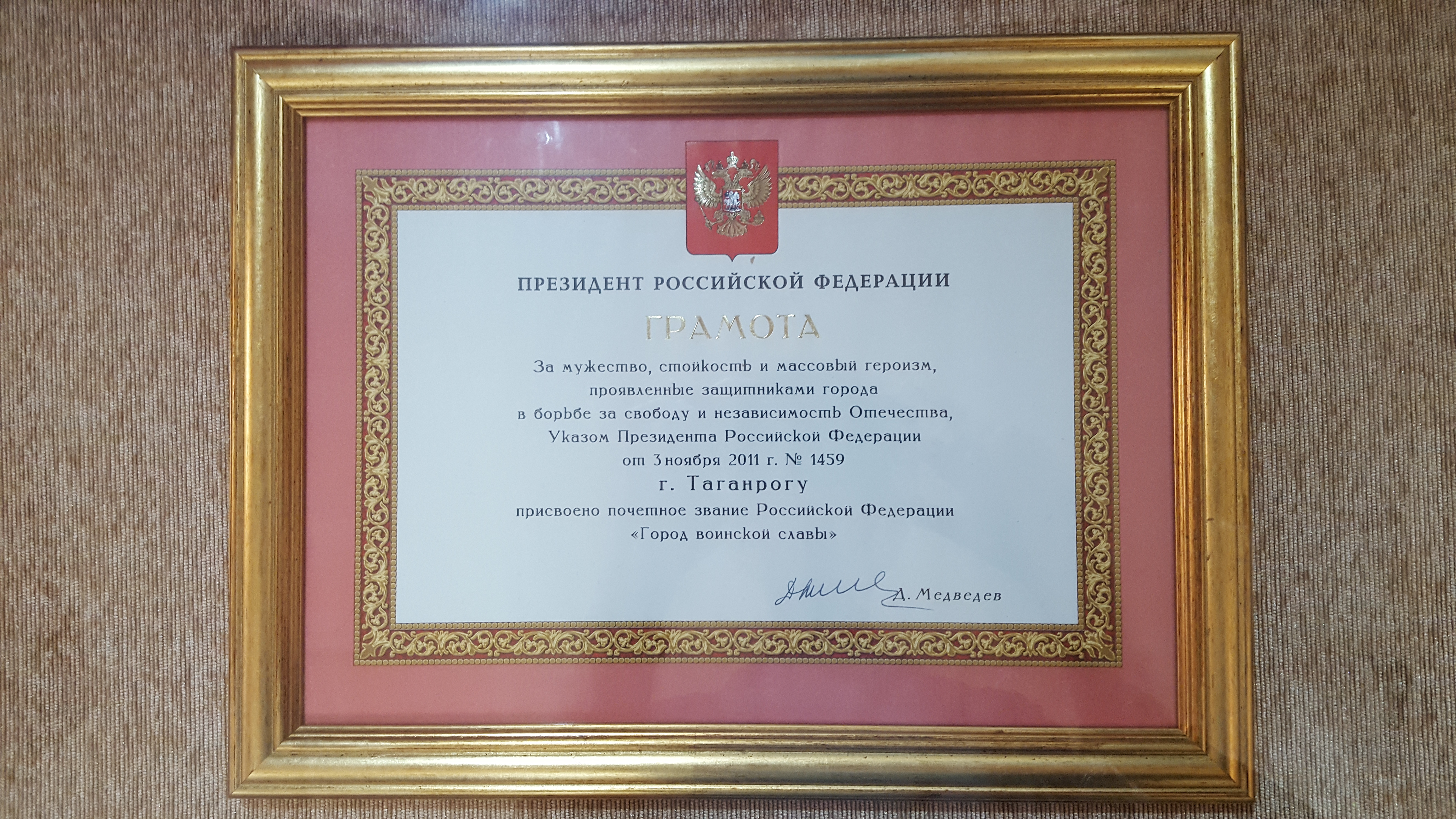
Грамота о присвоении Таганрогу звания города воинской славы

Указ Президента Российской Федерации № 1459 «О присвоении г. Таганрогу почётного звания Российской Федерации „Город воинской славы“» был подписан 3 ноября 2011 года.

УКАЗ 

Президента Российской Федерации
О присвоении г. Таганрогу почётного звания 

Российской Федерации «Город воинской славы»
За мужество, стойкость и массовый героизм, проявленные 

защитниками города в борьбе за свободу и независимость Отечества, 

присвоить г. Таганрогу почётное звание Российской Федерации 

«Город воинской славы»
Президент Российской Федерации

Д. Медведев
Москва, Кремль 

3 ноября 2011 года
23 февраля 2012 года в Кремле состоялась церемония вручения почётных грамот о присвоении звания «Город воинской славы» представителям Таганрога, Коврова, Ломоносова и Петропавловска-Камчатского. Из рук Президента РФ Дмитрия Медведева почётную грамоту о присвоении звания Таганрогу получил мэр города Николай Федянин. Вручая грамоту, Президент РФ сказал о Таганроге несколько слов: «В конце XVII века Таганрог стал одним из форпостов России на побережье Азовского моря. Город-крепость был свидетелем самых разных сражений. Во время русско-турецких войн и в Крымскую войну гарнизон Таганрога не раз отражал атаки неприятеля. В Великую Отечественную Таганрог почти два года находился под оккупацией, однако тяжелейшие условия не сломили дух его жителей, которые создали подпольную организацию (одну из самых крупных, кстати, на Юге нашей страны), участвовали в операции по освобождению родного города. Таганрог стал третьим после Орла и Белгорода городом, в честь освобождения которого в столице нашей страны 30 августа 1943 года состоялся салют». В состав делегации Таганрога входил участник боевых действий на Миус-фронте Владимир Борунов, ветераны войны и труда, представители казачества, студенты.
23 февраля 2012 года в Таганроге был дан праздничный салют, а 24 февраля в ДК «Фестивальный» состоялся торжественный вечер, в котором принял участие губернатор Ростовской области Василий Голубев.

### Выбор места установки стелы
В 2008 году Совет ветеранов Таганрога высказал мнение, что если городу будет присуждено это почётное звание, то ветераны города считают лучшим местом для установки мемориальной стелы — площадь перед Новым вокзалом.
В процессе работы по выработке решения о месте расположения памятной стелы, рабочей группой, созданной при Администрации города, были выбраны четыре варианта: сквер возле Нового вокзала, парк им. 300-летия Таганрога, Приморский парк и площадь в начале ул. Петровской между ул. Греческой и корпусом «И» ТТИ ЮФУ.
В октябре 2012 года рабочая группа объявила о принятом решении: стела будет установлена в парке им. 300-летия Таганрога. Данное решение аргументировали тем, что название парка «говорит об истории города, а стела как символ значимого события отражает военный подвиг Таганрога, мужество и героизм его жителей». Данное решение было принято без широкого обсуждения общественностью города, практически кулуарно. Один из первых инициаторов присвоения Таганрогу звания Города воинской славы, юрист Олег Кандыбко, даже подал в суд, усомнившись в легитимности градсовета и, соответственно, его решения тоже.

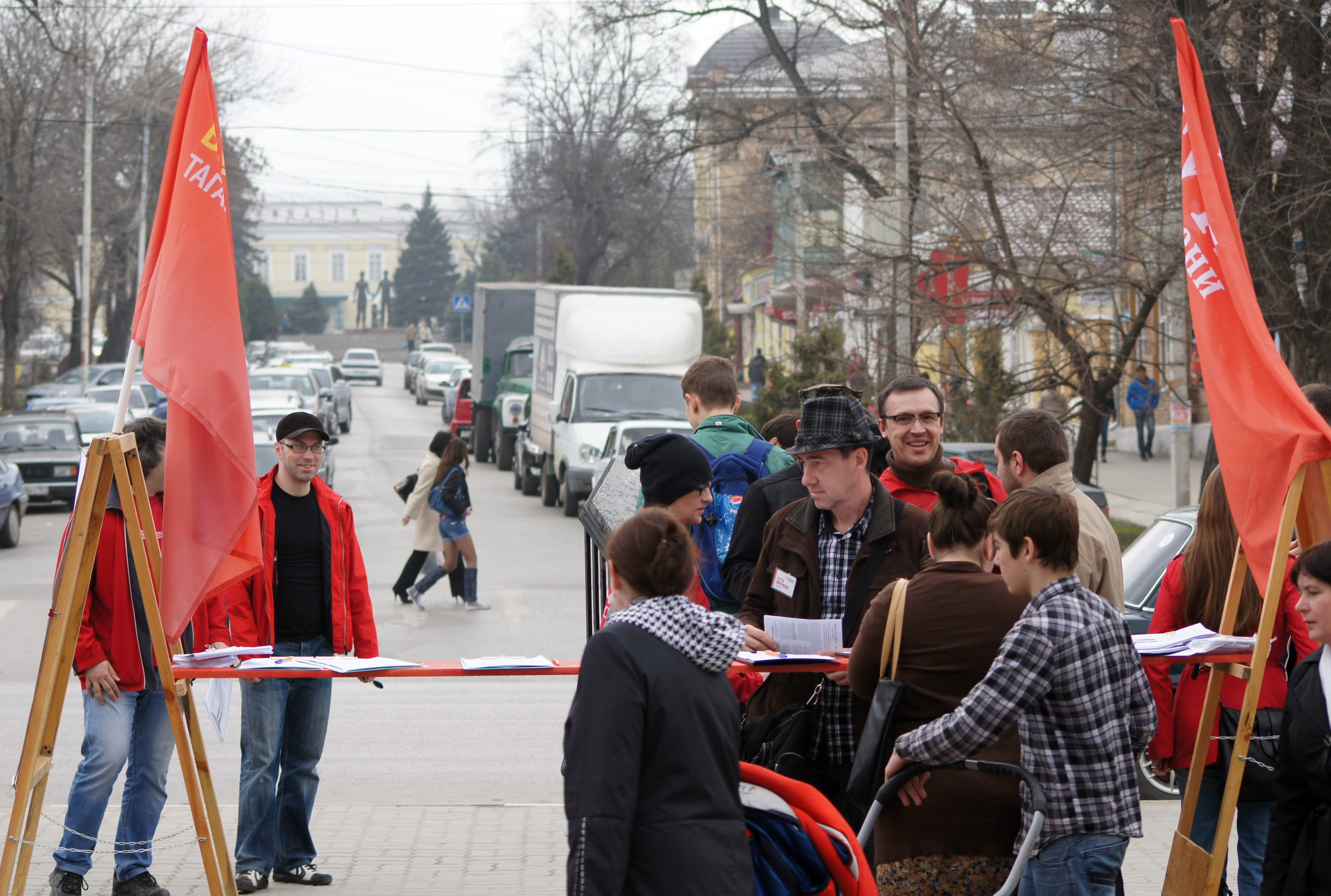
Пикет и сбор подписей против переноса памятника «Клятва юности». 7 апреля 2013 года

В феврале 2013 года, накануне 40-летия с момента открытия памятника и 70-летия со дня освобождения Таганрога, рассматривая вопрос о выборе места для размещения мемориальной стелы «Таганрог — Город воинской славы», координационный совет Городского собрания при Думе Таганрога предложил установить стелу на месте памятника «Клятва юности», а скульптурные фигуры подпольщиков перенести вглубь территории Парка культуры и отдыха им. Горького, за мемориальный комплекс «Вечный огонь». С этим предложением от имени координационного совета выступил Олег Набоков. Это предложение показалось наиболее интересным и мэру Таганрога Владимиру Прасолову. Данная идея вызвала бурное негодование горожан, волну протестов и пикетов, и разразившийся скандал даже докатился до стен Государственной думы. Вице-спикер Госдумы Сергей Неверов высказал мнение, что таганрогский памятник должен остаться на прежнем месте. «До тех пор, пока не будет полной и достоверной картины, как к этому вопросу относятся люди, жители Таганрога, ни о каком демонтаже памятника героям-подпольщикам не может идти и речи», — заявил Сергей Неверов. Депутат Госдумы, председатель комитета по вопросам собственности Сергей Гаврилов направил обращения губернатору Ростовской области Василию Голубеву и министру культуры РФ Владимиру Мединскому с просьбой оставить «Клятву юности» на своём месте.
В августе 2013 года мэр Таганрога Владимир Прасолов объявил об очередном принятом решении установить стелу у Пушкинской набережной, неподалёку от Каменной лестницы, у подножия полузаброшенного бывшего Градоначальнического спуска: «Однозначно это будет береговая черта города, исторически важная». Решение о новом месте для установки стелы подверглось жёсткой критике со стороны прессы и рядовых горожан. Среди аргументов несогласных с данным решением граждан упоминалось, что данное место, помимо прочего, находится в охранных зонах «Остатки земляных валов Троицкой крепости», «Древнегреческий торговый пункт», а также в границах охраняемого природного ландшафта «Склоны Мыса». В октябре 2013 года координационный совет Городского собрания при Думе Таганрога поддержал позицию мэра Владимира Прасолова о целесообразности установки стелы у подножия Каменной лестницы.
17 декабря 2013 года Комитетом архитектуры и градостроительства Таганрога на заседании постоянной комиссии Городской Думы Таганрога по бюджету, налогам и экономической политике депутатам была представлена новая инициатива таганрогских властей: варианты размещения стелы на месте снесённого в декабре 2013 года здания Гимназии № 2 им. А. П. Чехова или на Петровской улице, перед зданием Администрации Таганрога. Присутствовавшие на комиссии депутаты восприняли новые проекты без особого энтузиазма.
В феврале 2014 года было объявлено, что на месте снесённого здания гимназии № 2 им. А. П. Чехова стелу устанавливать нельзя по результатам геологических исследований, мешают проходящие под землёй грунтовые воды. Градостроительный городской совет при поддержке нового главного архитектора Ольги Щербаковой принял предварительное решение о размещении стелы возле здания мэрии. Под вопросом в этой связи осталась судьба памятника Владимиру Ленину (скульптор Б. А. Пленкин), который с 1978 года стоит возле входа в администрацию.

### Строительство стелы

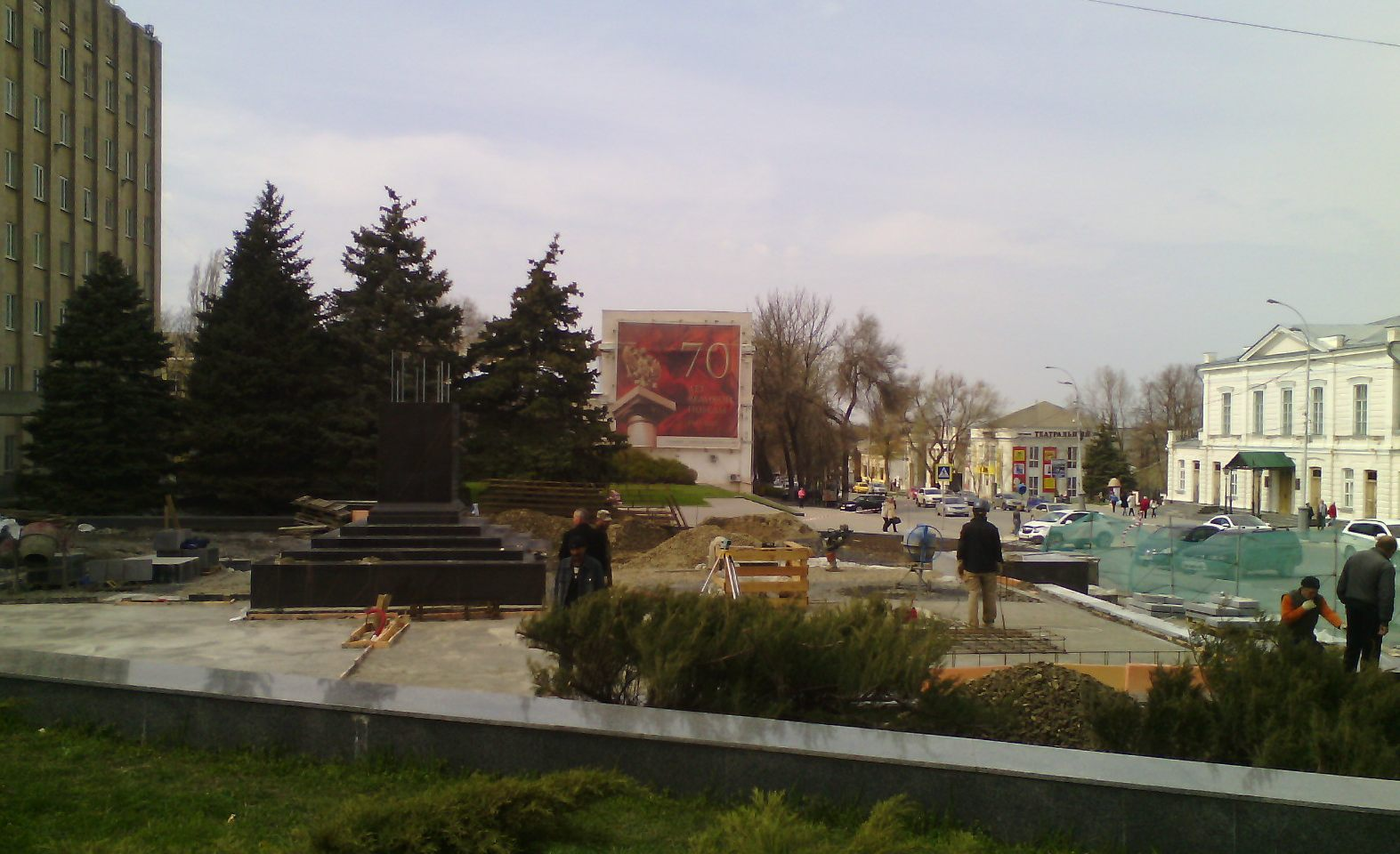
Строительство стелы. 2015 г.

В марте 2014 года об установке стелы перед зданием городской Администрации руководители города уже говорили как о вопросе окончательно решённом. В августе 2014 года заместитель мэра по вопросам архитектуры и градостроительства Г. Г. Прокопенко заявил, что установка стелы перед зданием горадминистрации является наиболее оптимальным вариантом и практически согласована с областным руководством. Также он заявил, что «тендер на разработку проекта выиграла ростовская ПСК „Габарит“. При грамотном подходе проектировщиков стела органично впишется в архитектурное пространство и станет достойным воинской славы города знаковым местом, к которому будут приходить жители. Произойдёт это уже в будущем году, к 70-летию Великой Победы».

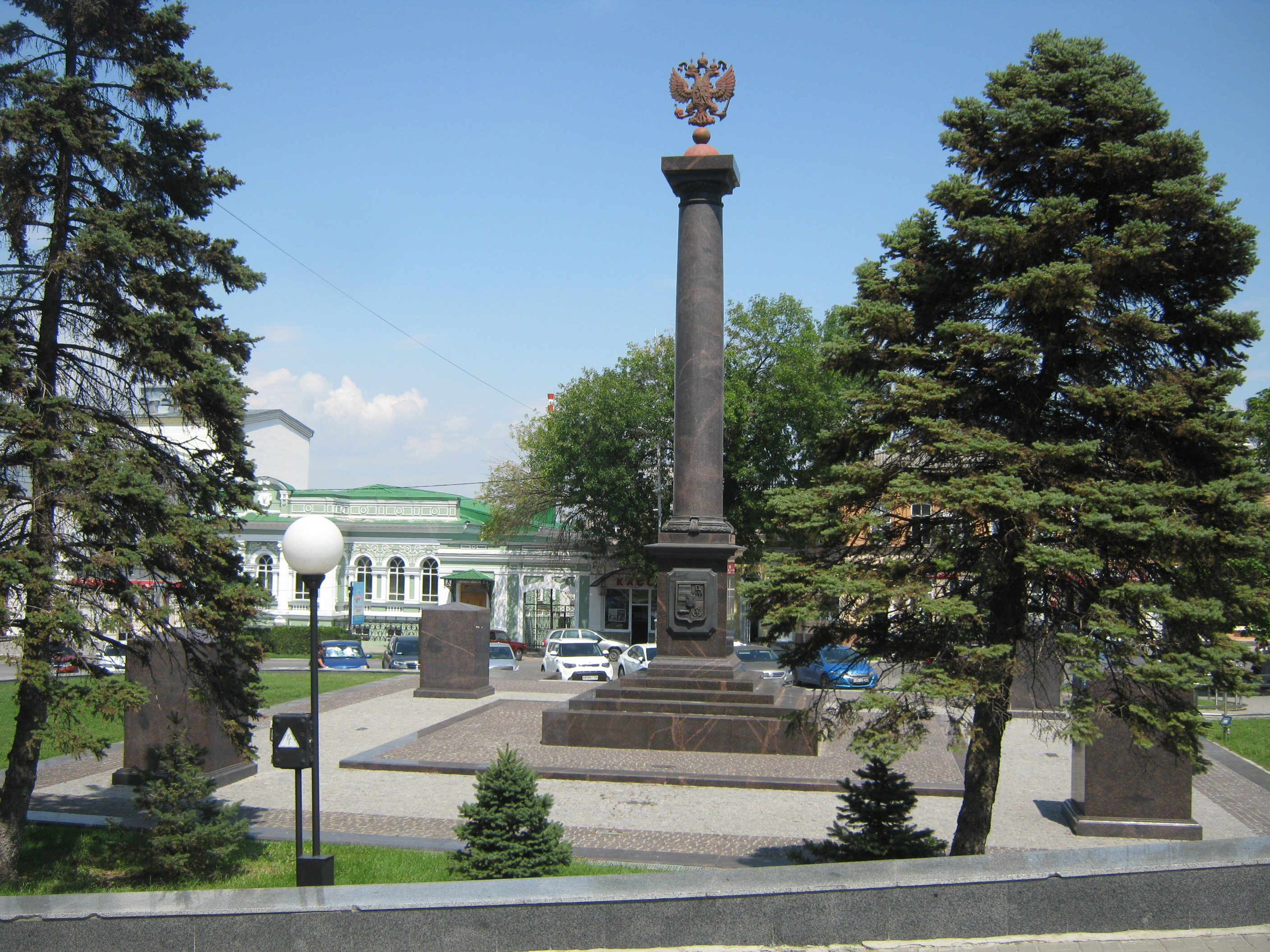
Колонна с пилонами до размещения барельефов. 2015 г.

31 июля 2014 года губернатор Ростовской области Василий Голубев выступил с критикой в адрес Администрации Таганрога: «Меня поражает, что два года не могут установить обелиск городу воинской славы. Это разве нормально? Я мэра предупредил, что такие вещи недопустимы».
В октябре 2014 года на официальном заседании таганрогской городской думы было принято решение не торопиться с установкой стелы перед зданием городской администрации, а взять паузу на месяц для проведения дополнительных консультаций с городской общественностью. Идею установить стелу перед зданием администрации поддержал прокурор Таганрога Константин Фролов, заявив «Администрация города — это грудь, на которую надо вешать орден!». На что депутат городской думы Игорь Третьяков парировал вопросом: «А какой орден надо вешать на грудь администрации за распродажу парков и скверов?». Несмотря на всё это главный архитектор города Ольга Щербакова сообщила, что уже проведён конкурс на изготовление проектно-сметной документации, определён победитель и мэром города подписано соответствующее постановление. Контракт на разработку проектно-сметной документации заключён с ростовским проектным бюро «Габарит». Комиссия таганрогской городской Думы по градорегулированию, строительству и муниципальной собственности вновь начала рассматривать возможные варианты размещения. Опять звучал парк 300-летия Таганрога, шлагбаум на пересечении Петровской и Дзержинского, сквер на Октябрьской площади и прочие.
В марте 2015 года с вырубки голубых елей и яблонь Недзвецкого начались активные работы по строительству стелы на одной из лужаек перед зданием городской администрации. Среди горожан в связи с этим выбранным для установки местом стелу сразу же окрестили «придворной». Работы по строительству велись за счёт частных средств: деньги в объёме 10 миллионов рублей выделила компания ООО ТЭК депутата городской Думы Игоря Анищенко. Было объявлено, что цена всего комплекса работ составляет порядка 29 миллионов рублей. Чуть позже стало известно, что общая сумма контракта 28,88 миллиона рублей, из которых стоимость самой стелы 24 миллиона рублей. Эти средства предоставлены правительством Ростовской области как некоммерческий кредит под 0,1 % годовых.
Работы по строительству вела ООО «ТаганрогСтройРеконструкция», с которым заключён муниципальный контракт. В роли субподрядчиков выступили ООО «СтройИнТех-АВК» (Санкт-Петербург) и ООО «ВИП Сервис ПРОЕКТ» (Москва), полностью подготавливающие у себя все составляющие памятника, которые в Таганроге оставалось только смонтировать.
Администрацией города было объявлено, что срок окончания работ назначен на 5 мая 2015 года, а торжественная церемония открытия запланирована на 8 мая 2015 года, чтобы завершить строительство к 9 мая 2015 года, к юбилею Дня Победы.

### Открытие мемориала
8 мая 2015 года состоялось торжественное открытие стелы «Город воинской славы». Поприсутствовать на этом исторически важном для Таганрога событии пришли ветераны Великой Отечественной войны, жители города, представители предприятий, организаций, общественных объединений и молодёжи, а также автор проекта стелы заслуженный архитектор России Игорь Воскресенский. Открыл митинг, посвящённый знаменательному событию, губернатор Ростовской области Василий Голубев. Честь открытия памятника при помощи губернатора была предоставлена 90-летнему ветерану Великой Отечественной войны Василию Панюшеву, воевавшему в составе 3-го Украинского фронта. По окончании торжественной церемонии к подножию стелы были возложены цветы.
В том же году поступили в обращение почтовая марка и 10-рублёвая памятная монета России из серии «Города воинской славы», посвящённые присвоению городу почётного звания.
На февраль 2018 года стела ещё не была принята на баланс города, числясь по документам «непринятым в эксплуатацию объектом».
История памятника отражена в экспозиции городского историко-краеведческого музея, где хранится Меч Победы, вручённый Таганрогу, как и другим городам воинской славы, 9 июня 2022 года в зале Славы Музея Победы в парке Победы на Поклонной горе в Москве. Изготовленный в Златоусте меч покрыт золотом высшей 999,9 пробы и инкрустирован уральскими самоцветами — гранатами, символизирующими пролитую кровь, и голубыми топазами, которые считаются символом мира. Длина мечей составляет 1,2 метра, вес — более пяти килограммов. На клинке, украшенном растительным орнаментом, высечены знаменитые слова князя Александра Невского: «Кто с мечом к нам придет, тот от меча и погибнет». Ранее, в апреле 2015 года, аналогичные Мечи Победы были переданы на вечное хранение городам-героям.

## Описание и изображения
Архитектурно-скульптурное решение памятной стелы «Город воинской славы» было утверждено в 2008 году Российским организационным комитетом «Победа» по результатам открытого всероссийского конкурса. Авторы типовой рекомендованной композиции — заслуженный архитектор России И. Н. Воскресенский, Г. А. Ишкильдина, В. В. Перфильев, заслуженный художник России С. А. Щербаков.
В типовой проект мемориального комплекса в Таганроге были добавлены пандусы для инвалидов-колясочников.
Памятная стела высотой 11,6 метра представляет собой гранитную колонну дорического ордера, увенчанную гербом Российской Федерации установленную на постаменте в центре квадратной площади. Для отделки использованы два вида гранита – «балтийский» (коричневый цвет) и «возрождение» (серый цвет). На передней части постамента расположен картуш с текстом указа Президента о присвоении звания «Город воинской славы», с обратной стороны постамента — картуш с изображением герба города. По четырём сторонам установлены гранитные тумбы, на которых с фронтальной и внешних сторон размещены скульптурные барельефы с изображением событий, в связи с которыми Таганрогу присвоено почётное звание Российской Федерации «Город воинской славы». Главное отличие таганрогского памятника от других городов — в том, что тумбы более массивные, они крупнее, чем, например, ростовские. Изготовленные вручную бронзовые барельефы посвящены четырём историческим вехам: Петровская и Екатерининская эпохи, Крымская и Великая Отечественная войны. Хронологически барельефы расположены по часовой стрелке.

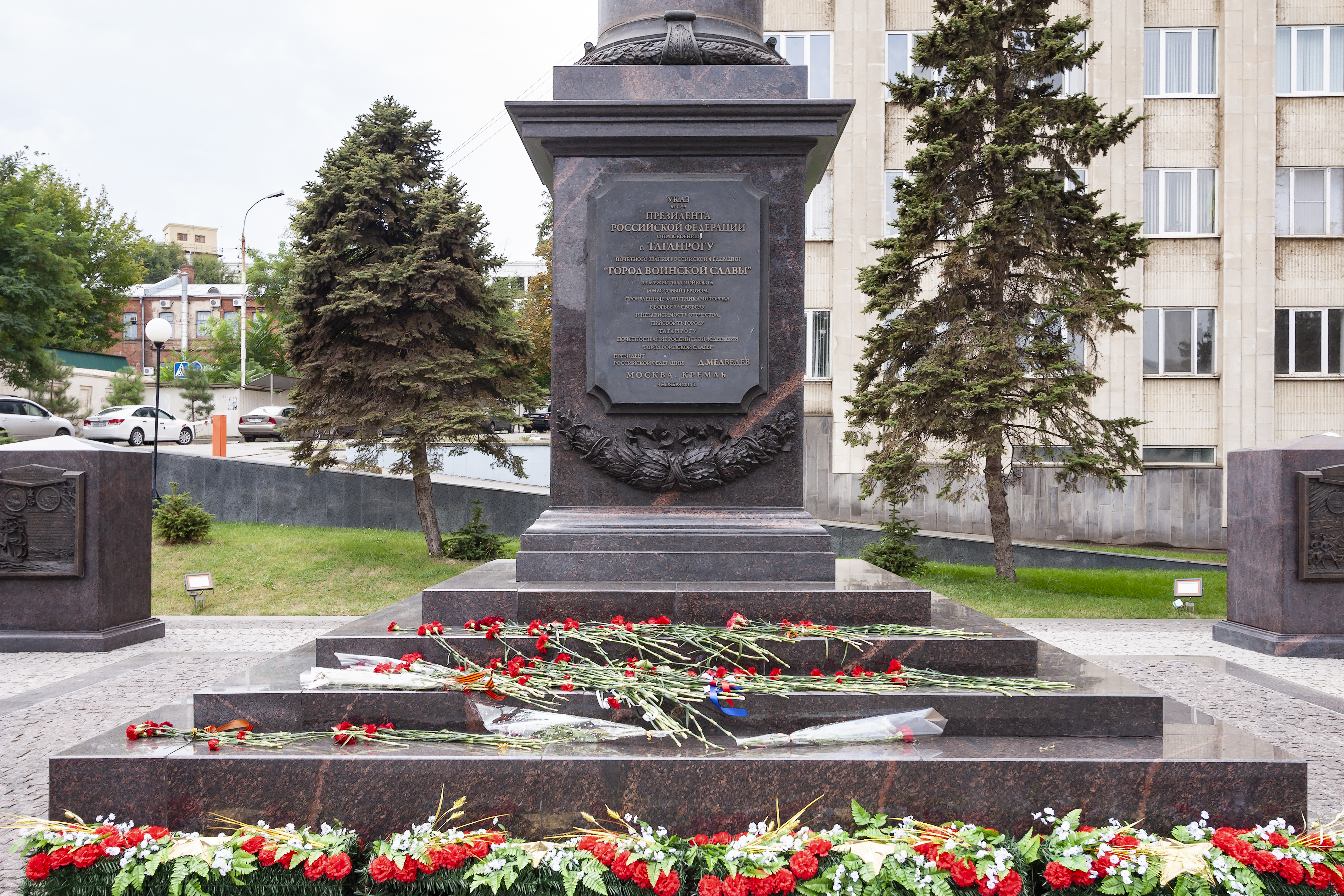
Текст указа на постаменте колонны
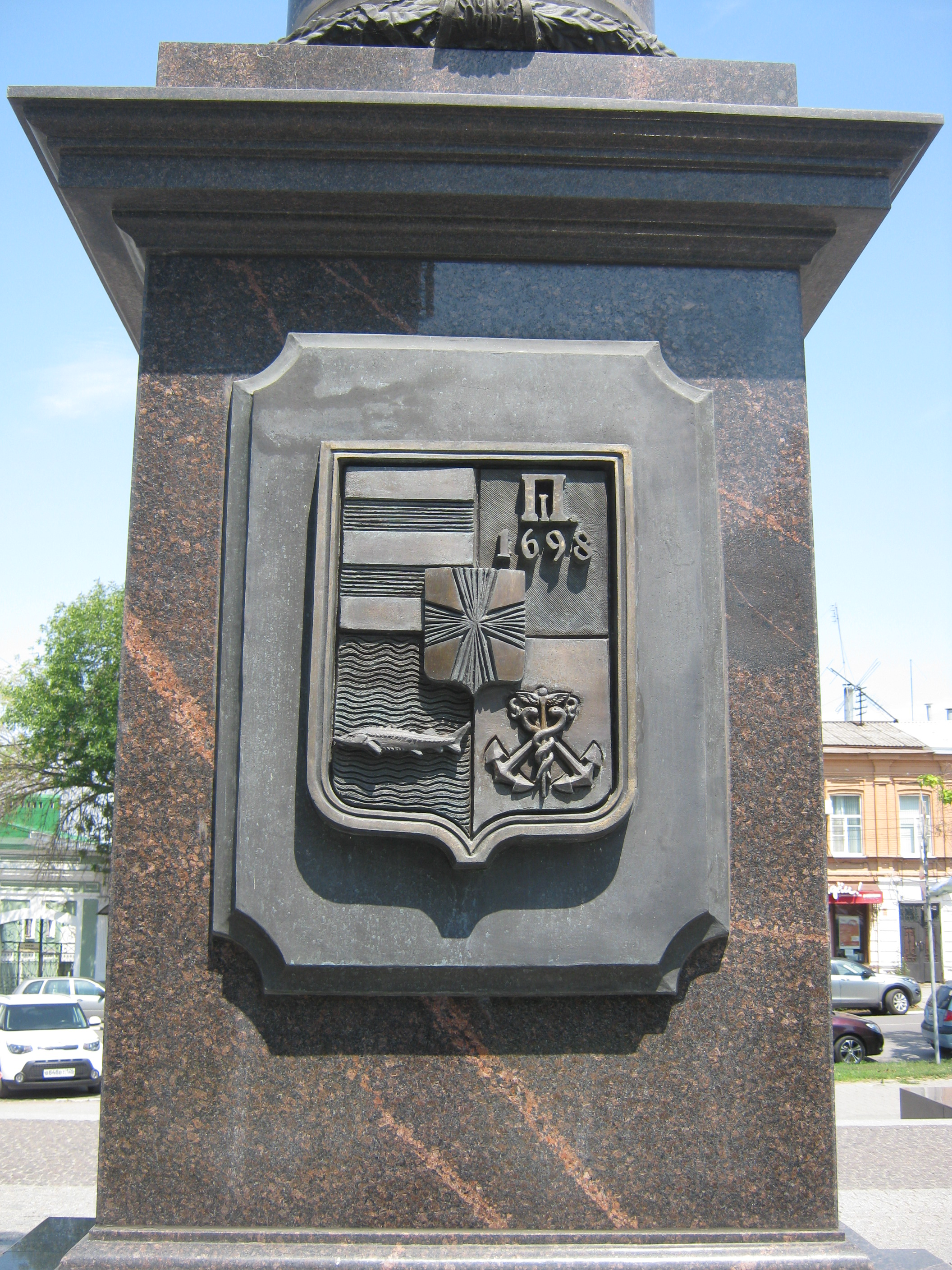
Герб города на постаменте колонны
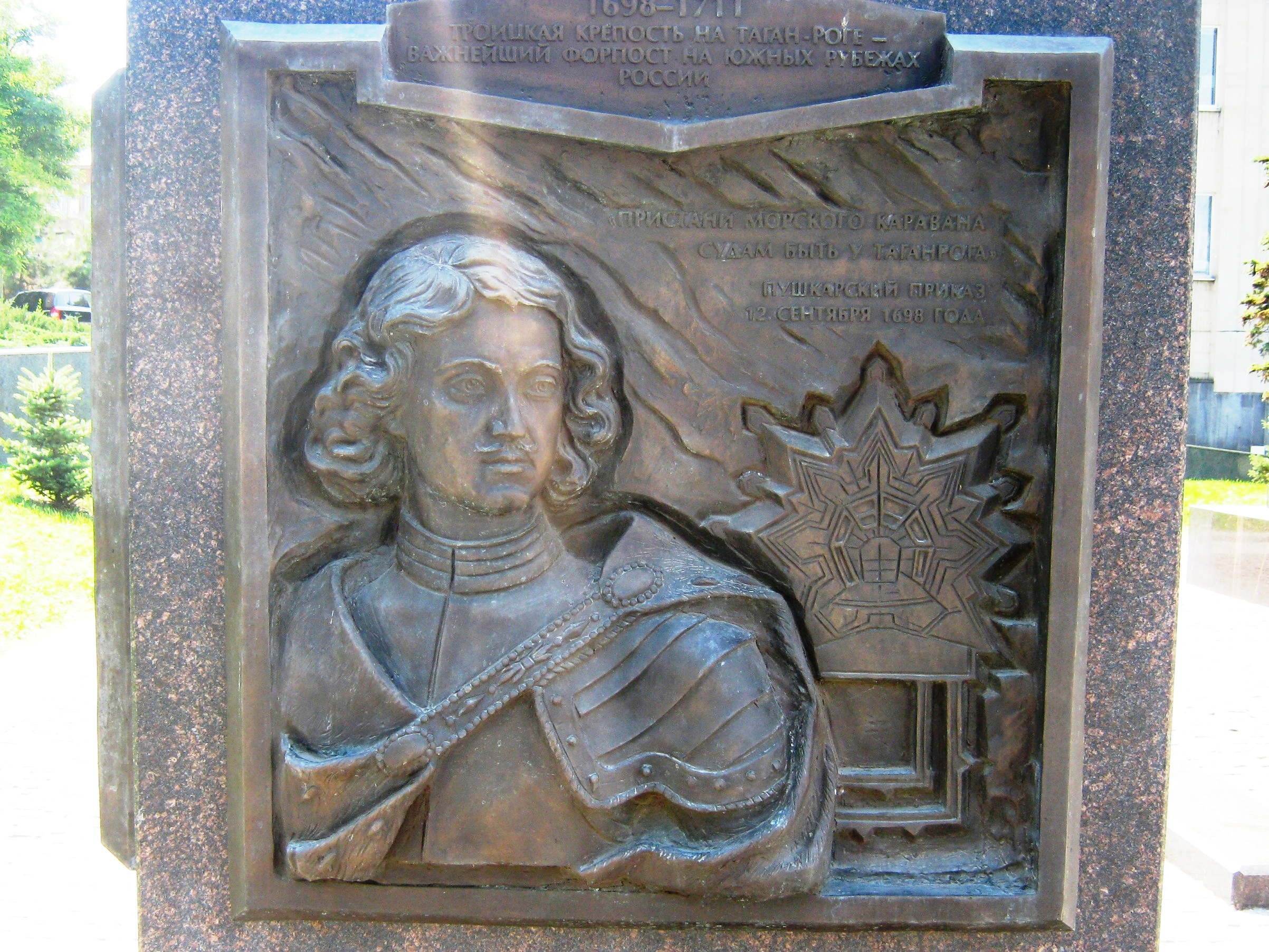
Петровская эпоха
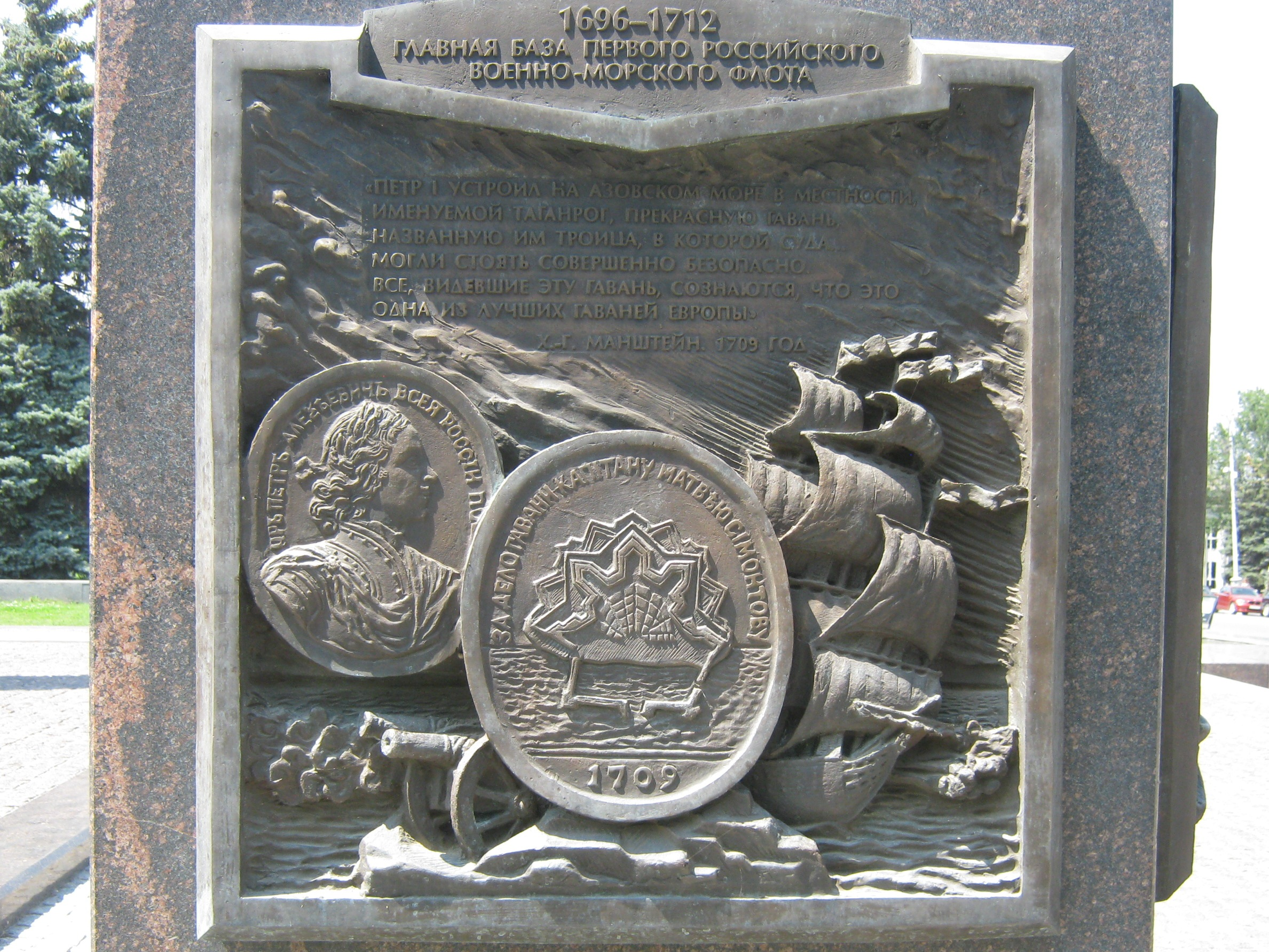
Петровская эпоха
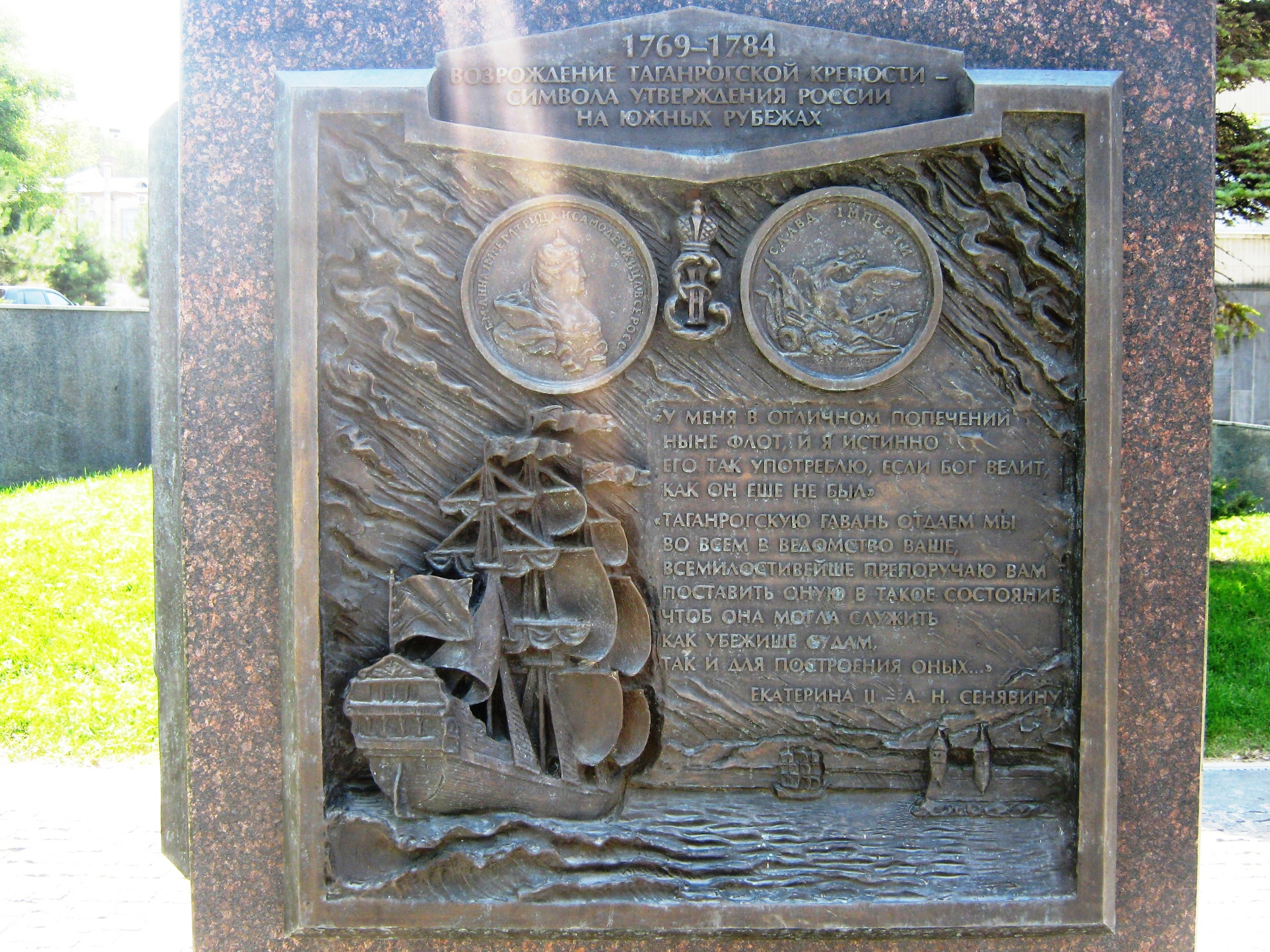
Екатерининская эпоха
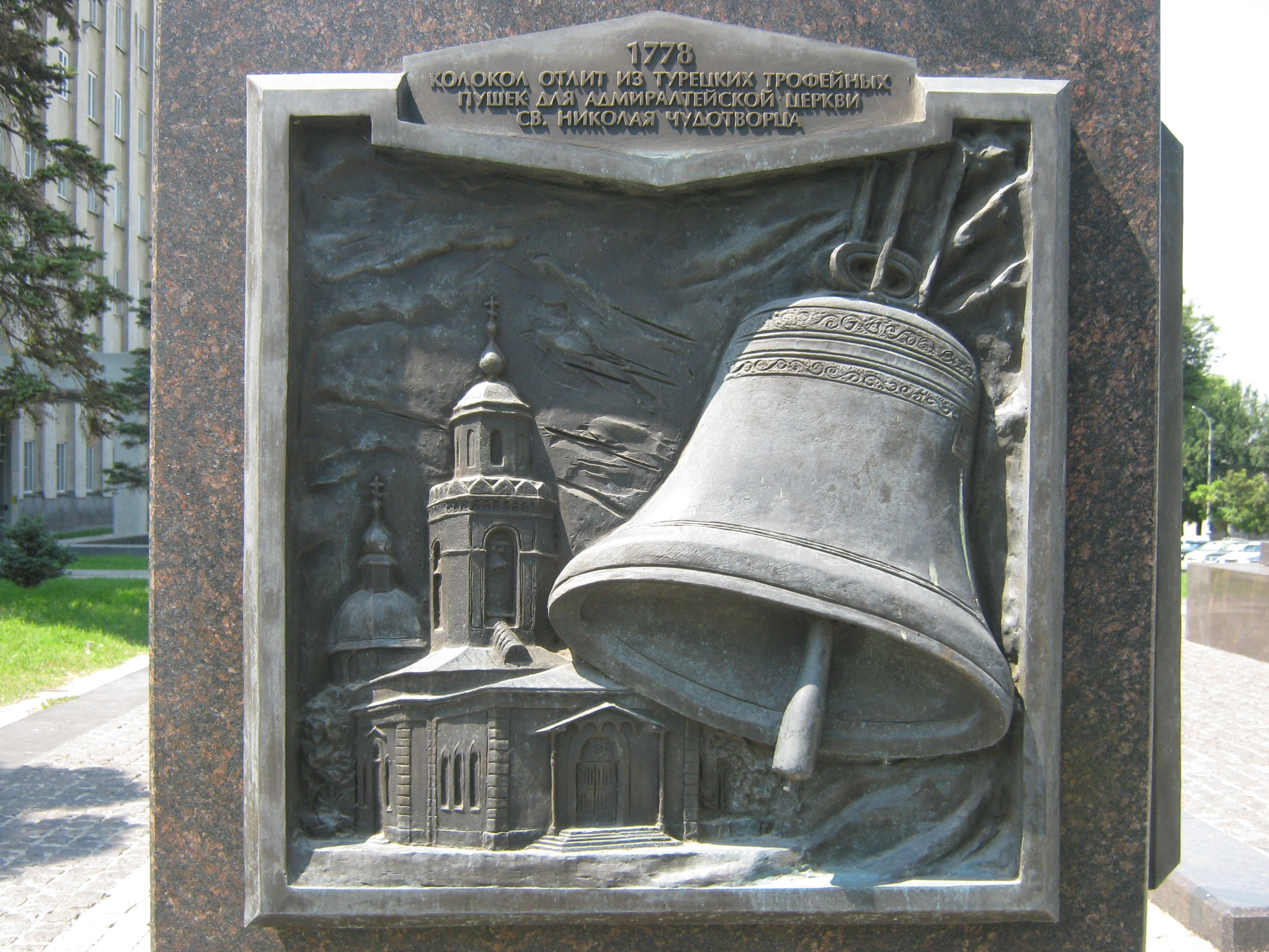
Екатерининская эпоха
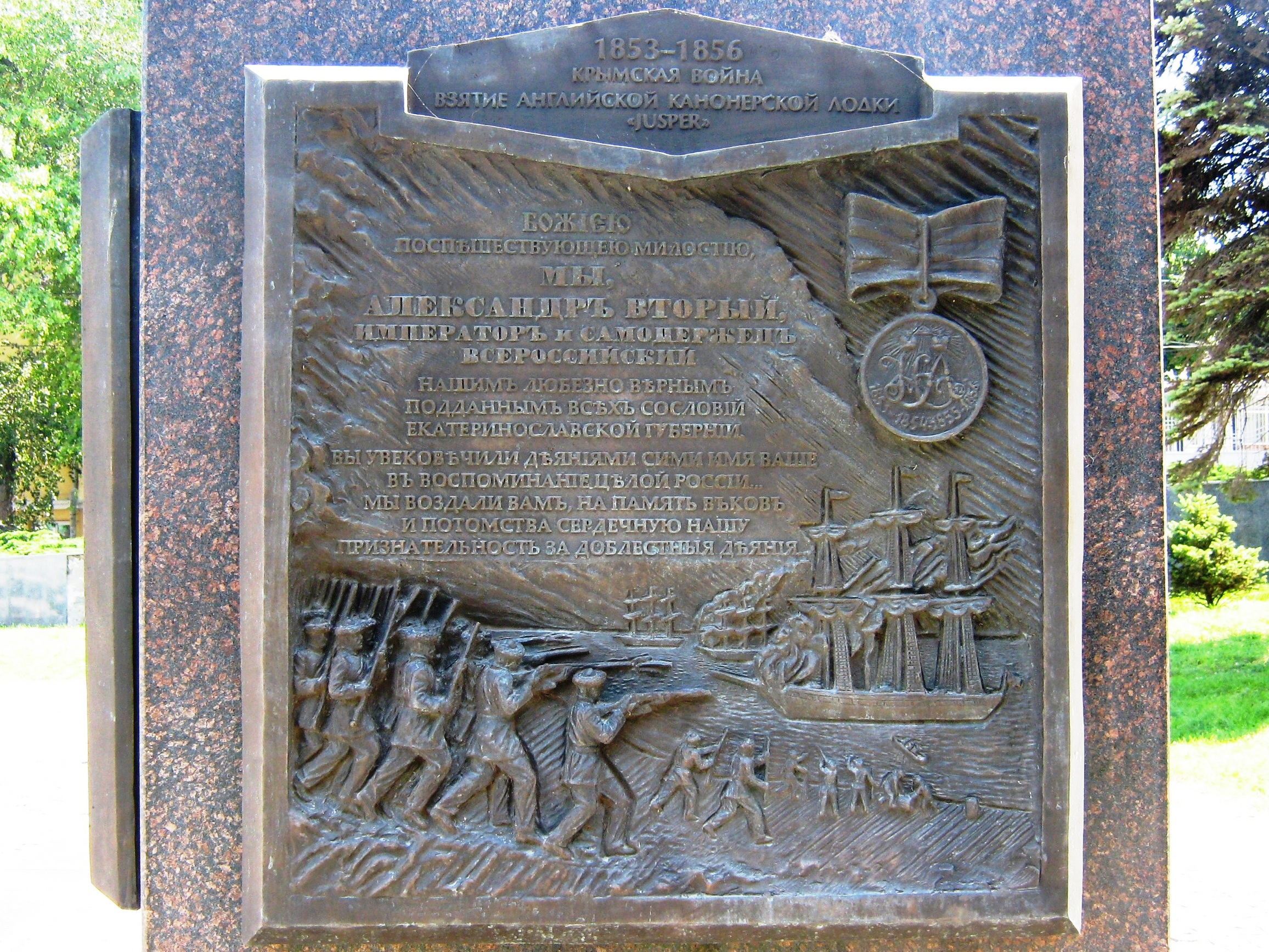
Крымская война
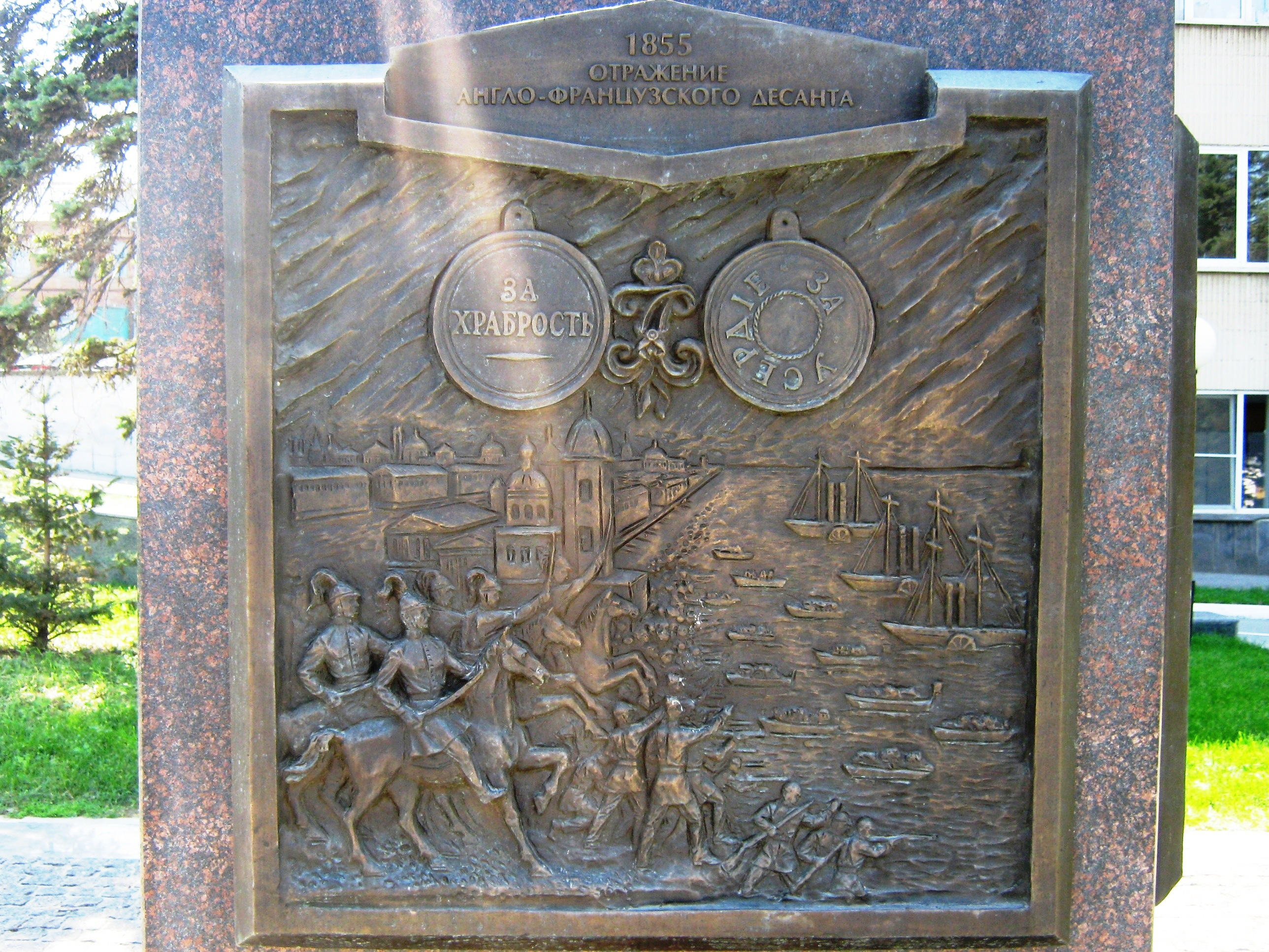
Крымская война
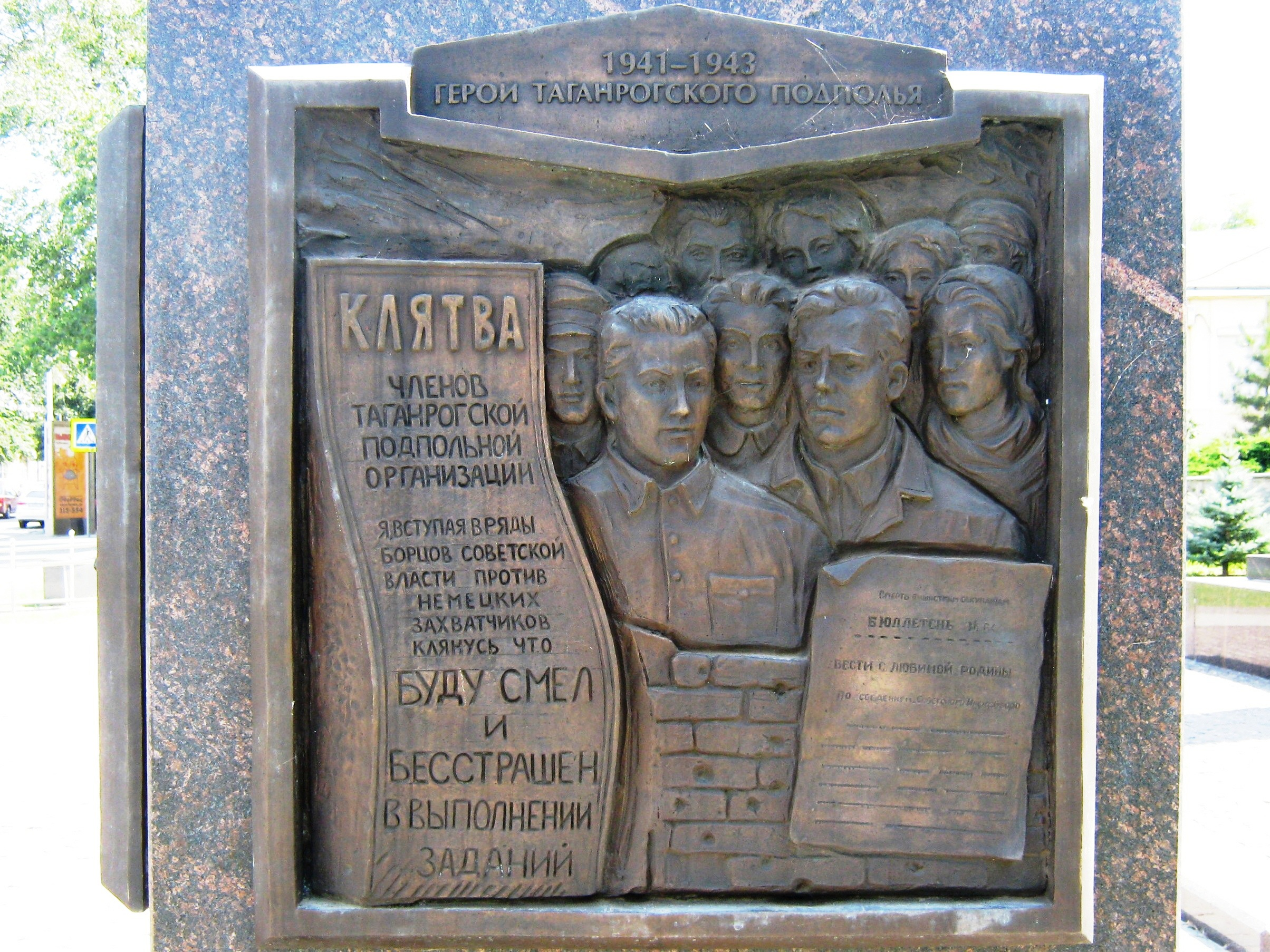
Великая Отечественная война
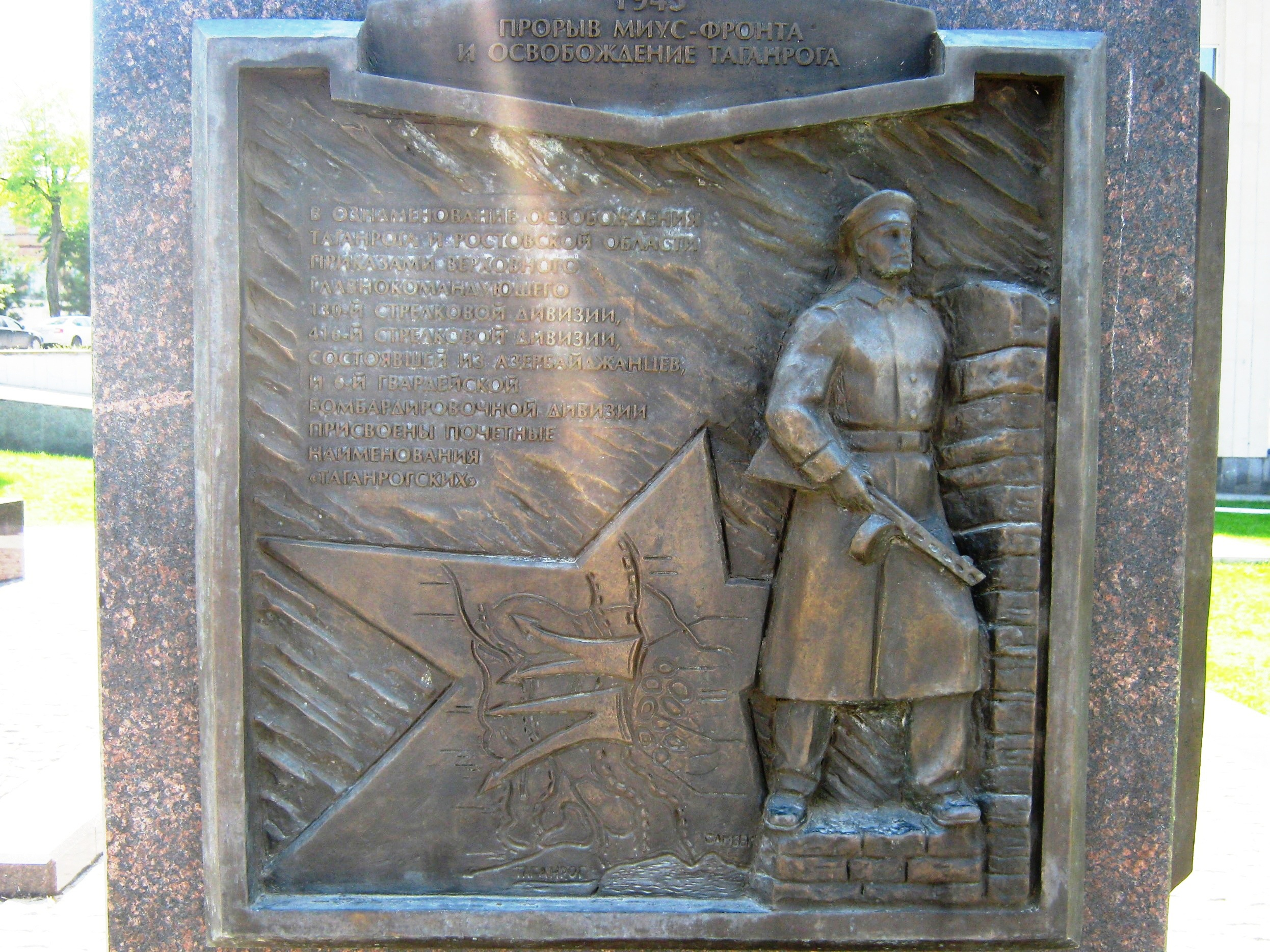
Великая Отечественная война
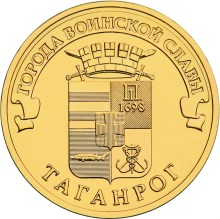
Памятная монета 10 рублей с гербом Города воинской славы
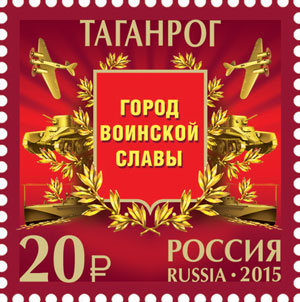
Почтовая марка